# Gabriele M. Mras
Gabriele M. Mras ist eine österreichische Philosophin.

## Leben
Sie studierte Philosophie und mathematische Logik an der LMU München und der Universität Wien (1990 promoviert und 2003 die venia docendi in Philosophie an der Universität Wien). Sie unterrichtete Philosophie am Institut für Philosophie an der Universität Wien (1996–2005), der Universität Klagenfurt (2011, 2016) und hatte Gastprofessuren in Philosophie an der University of Minnesota (2005) und an der University of California, Berkeley (2000, 2001, 2011). Sie ist seit 2003 Universitätsprofessorin für Philosophie an der Wirtschaftsuniversität Wien.

## Schriften (Auswahl)
- Untersuchung zum Mass ärztlichen Handelns. Das ärztliche Handeln im Zielkonflikt zwischen personellem Wohl und medizinischer Vernunft. Wien 1993, ISBN 3-211-82489-8.
- Wahrheit, Gedanke, Subjekt. Ein Essay zu Frege. Wien 2001, ISBN 3-85165-498-6.
- Naturalismus, Reduktion und die Bedingungen von Gedanken. Frankfurt am Main 2002, ISBN 3-631-37963-3.
- Wollheim, Wittgenstein, and Pictorial Representation. Edited by Gabriele Mras and Gary Kemp, London 2016, ISBN 9780367876470.
- Philosophy of Logic and Mathematics. ALWS-Proceedings.